# Dwight Yorke
Dwight Eversley Yorke (* 3. November 1971 in Canaan) ist ein Fußballtrainer und ehemaliger Fußballspieler aus Trinidad und Tobago. Bekannt wurde der 72-fache Nationalspieler als antrittsschneller und trickreicher Stürmer von Aston Villa, der Ende der 1990er-Jahre zum Spitzenklub Manchester United wechselte und dort nach seinem Ligapokalerfolg 1996 mit „Villa“ – neben drei englischen Meisterschaften (1999, 2000, 2001) und einer FA-Cup-Trophäe (1999) – im Jahr 1999 die Champions League gewann. Nach weiteren Stationen in Blackburn (2002–2004), Birmingham (2004–2005) und Sydney (2005–2006) ließ der „Linksfuß“ zuletzt, etwas zurückgezogen im Mittelfeld agierend, seine aktive Laufbahn bis zum Sommer 2009 beim AFC Sunderland ausklingen. Aufgrund seiner Angewohnheit, während eines Spiels stetig zu lächeln, wurde er wegen seiner Torgefährlichkeit „The Smiling Assassin“ (deutsch: „der lächelnde Attentäter“) genannt.

## Vereinskarriere

### Aston Villa (1989–1998)
Dwight Yorke stammt aus Canaan, einem kleinen Ort im Südwesten der Karibikinsel Tobago. Er ist eines von neun Kindern der Putzfrau Grace und des Straßenfegers Fulton Yorke. Die Familie lebte in einfachen Verhältnissen. Um etwas Geld zu verdienen, verkaufte er als Kind Krabben an Touristen, die er am Strand aufgelesen hatte. Yorke begann mit dem organisierten Jugendfußball als Schüler an der Signal Hill Comprehensive School. Im Sommer 1989 veranstaltete der englische Profiklub Aston Villa ein Trainingslager auf der Insel und absolvierte ein Testspiel gegen eine lokale Auswahl, zu der auch der 17-jährige Yorke gehörte. Villa-Trainer Graham Taylor wurde auf den flinken Offensivspieler aufmerksam und lud ihn kurzerhand zu einem Probetraining nach England ein. Yorke überzeugte und erhielt einen Vertrag, kam aber zunächst nur für die Jugend- und Reservemannschaft zum Einsatz. Ab der Rückrunde gehörte er zum Profikader und gab am 24. März 1990 bei der 0:1-Niederlage gegen Crystal Palace sein Debüt in der First Division. In seiner Anfangszeit war Yorke häufig Ergänzungsspieler und wurde überwiegend auf dem rechten Flügel eingesetzt. 1991/92 gelang ihm mit elf Toren in 32 Einsätzen der sportliche Durchbruch und er wurde bester Torjäger der „Villans.“ Einen sehenswerten Treffer erzielte der leichtfüßige Yorke am 10. Spieltag gegen Nottingham Forest, als er die gesamte Defensive überrannte, den letzten Abwehrspieler derart ausdribbelte, dass dieser auf dem Hosenboden landete und anschließend Torwart Mark Crossley vom Strafraumeck aus überlupfte. Nach dem Start der neu gegründeten Premier League (1992) folgten wechselhafte Spielzeiten für den Spieler, der die Vorjahresleistungen zunächst nicht bestätigte und sich nur selten in der ersten Elf wiederfand.
Erst in der Saison 1994/95 war Yorke wieder eine Stammkraft (6 Tore in 33 Spielen), wechselte allerdings noch zwischen den Außenpositionen und dem Sturmzentrum. Um seinen Platz in der Mannschaft nicht zu gefährden, sagte er im März 1995 seine geplante Teilnahme an einem Länderspielturnier für Trinidad und Tobago ab. Im Sommer 1995 leitete der neue Trainer Brian Little weitreichende personelle Veränderungen ein. Er machte Yorke zum etatmäßigen Mittelstürmer und der Spieler zahlte das Vertrauen mit 25 Pflichtspieltreffern (davon 17 in der Liga) zurück. Yorke entwickelte sich endgültig zu einem der Schlüsselspieler Aston Villas und zählte zu den besten Angreifern der Premier League. Dabei harmonierte er mit seinem Sturmpartner Savo Milošević und das Duo hatte maßgeblichen Anteil am vierten Platz sowie dem Gewinn des Ligapokals am 24. März 1996. Beim Finalsieg über Leeds United hatte Yorke den 3:0-Endstand besorgt und auch im Halbfinale (2:2 gegen den FC Arsenal) mit einem Doppelpack überzeugt. Ein weiterer Höhepunkt dieser Spielzeit war sein Tor nach nur 13 Sekunden, dem bis zu diesem Zeitpunkt schnellsten Treffer der Premier-League-Geschichte. Weil er stets ein Lachen auf den Lippen hatte, gleichzeitig ungemein torgefährlich war, erhielt Yorke den Spitznamen The Smiling Assassin (der lächelnde Attentäter) und zählte zu den Publikumslieblingen, den die Fans lange Zeit mit einem eigenen Sprechchor feierten („It's up to you, Dwight Yorke, Dwight Yorke“, frei nach Frank Sinatras Welthit). Trotz leichter Startschwierigkeiten war Yorke auch in der Spielzeit 1996/97 Toptorjäger seines Klubs (20 Tore in 41 Pflichtspielen), wofür eine zwischenzeitliche Serie von 14 Treffern in 16 Partien hauptverantwortlich war. Durch Einsätze im UEFA-Pokal sammelte Yorke erstmalig internationale Erfahrung. Während seiner letzten vollständigen Saison im Trikot von Aston Villa (1997/98), fand er sich häufig in zurückgezogener Position als hängende Spitze hinter den Angreifern Stan Collymore und Savo Milošević wieder. Dadurch blieb Yorke zwar mit zwölf Ligatoren etwas hinter seinen vorherigen Quoten zurück, war aber weiter treffsicherster Villa-Akteur. Auf dieser Position kam ihm seine Schnelligkeit zugute, die er nun vermehrt aus dem Mittelfeld kommend in Eins-gegen-Eins-Situation gewinnbringend nutzte.
Während der Sommerpause 1998 nahmen die Gerüchte über einen bevorstehenden Wechsel von Dwight Yorke konkrete Züge an. Manchester Uniteds Trainer Alex Ferguson war auf der Suche nach einem kombinationssicheren und spielstarken Stürmer, doch Villa-Trainer John Gregory wollte einem Transfer nur zustimmen, wenn er für ihn adäquaten Ersatz bekäme – genannt wurde Andy Cole. Yorke forcierte den Wechsel und nach einem lustlosen Auftritt im ersten Saisonspiel gegen den FC Everton (0:0) sah sich die Vereinsführung der Villans gezwungen, einem Transfer letztlich uneingeschränkt zuzustimmen. Schließlich wechselte Yorke am 20. August 1998 für eine Ablöse von 12,6 Millionen £ (umgerechnet 19,25 Millionen Euro) zu den Red Devils. Für Aston Villa hat Yorke in acht Jahren insgesamt 264 Pflichtspiele bestritten und dabei 88-mal getroffen.

### Manchester United (1998–2002)

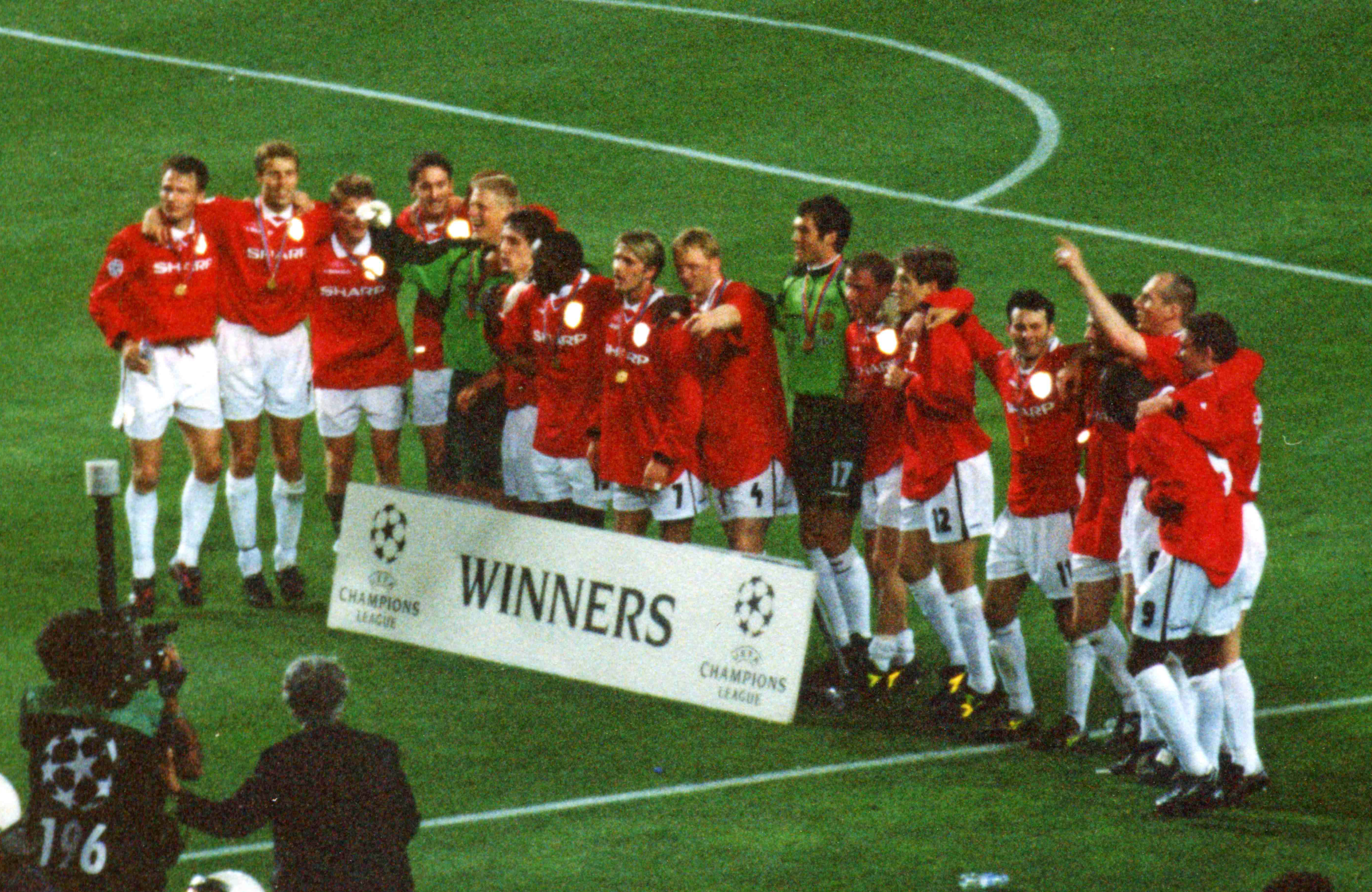
Siegerfoto nach dem Champions-League-Sieg 1999

Yorke war zum damaligen Zeitpunkt der teuerste Transfer der Klubgeschichte und galt als Wunschspieler von Trainer Alex Ferguson, sein Gehalt lag bei 40.000 £ pro Woche. Die früheren United-Stürmer Denis Law und George Best sorgten mit ihren Aussagen für eine große Erwartungshaltung, wohingegen Kritiker einen harten Konkurrenzkampf, insbesondere mit Andy Cole, befürchteten. Yorke zeigte sich unbeeindruckt und ohne Eingewöhnungszeit schoss der Neuzugang in seinem zweiten Saisonspiel gegen Charlton Athletic (4:1) einen Doppelpack. Innerhalb weniger Wochen bildete er mit Cole eines der torgefährlichsten Sturmduos in Europa, das sich durch ein nahezu perfekt abgestimmtes Spielverständnis auszeichnete. Yorke präsentierte sich zum Teil in bestechender Form und erzielte in der historischen Saison 1998/99 insgesamt 29 Pflichtspieltore (51 Einsätze). Mit 18 Treffern wurde er gemeinsam mit Michael Owen und Jimmy Floyd Hasselbaink Co-Torschützenkönig der Premier League. Auch bei der ersten Champions-League-Teilnahme seiner Karriere traf er in elf Partien achtmal und war damit bester Torschütze. Insbesondere in der K.o.-Phase waren ihm entscheidende Tore gegen Inter Mailand und Juventus Turin gelungen (hier). Durch seine Leistungen hatte Yorke erheblichen Anteil an Manchesters Triple-Saison, in welcher er mit den Red Devils die englische Meisterschaft, den FA Cup sowie am 26. Mai 1999 durch einen spektakulären 2:1-Sieg gegen Bayern München die Champions League gewann. Wenig überraschend erhielt Yorke die Auszeichnung als Spieler des Jahres der Premier League und stand im PFA Team of the Year. Bei der Wahl zum Weltfußballer des Jahres 1999 belegte Yorke den zehnten Platz.
In den folgenden beiden Jahren errang Yorke zwei weitere englische Meisterschaften, wobei er in der Saison 1999/2000 an der Seite seiner Sturmpartner Andrew Cole und/oder Teddy Sheringham die Vorjahresmarken mit 20 Ligatreffern und 29 Pflichtspieltoren insgesamt noch einmal übertraf.
Erst als sich Sheringham in der Spielzeit 2000/01 in immer besserer Form zeigte und auch der Norweger Ole Gunnar Solskjær den Druck erhöhte, fand sich Yorke häufiger auf der Ersatzbank wieder, wodurch wiederum Gerüchte über einen bevorstehenden hochdotierten Transfer entstanden. Die Anzeichen mehrten sich, als Yorke in der Saison 2001/02 nur noch selten zum Einsatz kam, wobei Trainer Alex Ferguson neben den ihm zahlreich zur Verfügung stehenden Alternativen auf den Angriffspositionen – Ruud van Nistelrooy war hinzugekommen – angeblich auch Yorkes Beziehung zum britischen Fotomodell Katie Price und den dadurch verursachten Medienrummel ein Dorn im Auge war. Yorke schoss im November 2001 gegen Leicester City sein einziges Saisontor und nach gescheiterten Gesprächen mit dem FC Middlesbrough im Januar 2002 wechselte er im Sommer desselben Jahres für eine Ablösesumme von zwei Millionen Pfund zu den Blackburn Rovers.

### Weitere Karrierestationen (2002–2009)
Yorke war in Blackburn unter Trainer Graeme Souness mit Andrew Cole, der bereits im Jahr zuvor denselben Weg angetreten hatte, „wiedervereinigt“. Mit 13 Pflichtspieltreffern war er erneut bester Torschütze seines Klub und mit Leistungen, wie beim 2:1-Sieg beim FC Arsenal im Oktober 2004, erinnerte Yorke an vergangene Erfolge. Auch seine „Assists“, bei denen er häufig im gegnerischen Strafraum als Anspielstation den Ball an Mitspieler verteilte, waren bewährte Vorteile, die den Rovers in der Premier League einen Sprung auf den sechsten Platz und in den UEFA-Pokal ermöglichten. Im deutlichen Gegensatz zu den anfänglichen Erfolgen stand Yorkes zweites Jahr in Blackburn unter keinem guten Stern. Er überwarf sich mit Trainer Souness, der ihm vorhielt, nicht hart genug zu arbeiten. Häufig nur auf der Ersatzbank sitzend, gelangen ihm lediglich sechs Treffer und ein ablösefreier Wechsel zum Ende der Saison 2003/04 war letztlich wenig überraschend.
Die Wahl fiel auf den Erstligakonkurrenten Birmingham City, aber auch dort fand er sein Glück nicht, obwohl er bereits bei seinem Einstand gegen Charlton Athletic nach der Einwechslung getroffen hatte. Er schoss nur noch ein weiteres Tor und Walter Pandiani sowie Clinton Morrison standen mehr in der Gunst der sportlichen Leitung. Im April 2005 wurde sein Vertrag vorzeitig aufgelöst und Yorke unterschrieb etwas überraschend für zwei Jahre einen neuen Kontrakt in der neu gegründeten australischen Profiliga (A-League) beim Sydney FC – zuvor war mit einem Wechsel nach Katar spekuliert worden, ein finanziell lukrativerer Gang, den zu diesem Zeitpunkt viele alternde Profis tätigten.
Yorke war eines der größten „Zugpferde“ der neuen Liga und köpfte direkt im ersten Saisonspiel gegen Melbourne Victory sein erstes Tor. Es waren letztlich sieben Treffer in der Spielzeit 2005/06, wobei ihn Trainer Pierre Littbarski ins Mittelfeld zurückgezogen hatte. Er führte das Team im Meisterschaftsendspiel als Kapitän an, bereitete das entscheidende Tor von Steve Corica vor und wurde schließlich als bester Spieler im Finale mit der Joe Marston Medal ausgezeichnet. Zur Erfüllung seines Zweijahresvertrags kam es aber nicht mehr. Zur Vorbereitung auf die Weltmeisterschaft 2006 in Deutschland nahm er am Trainingsbetrieb von Manchester United teil und als sich mit Roy Keane ein ehemaliger United-Mitspieler und zu dieser Zeit beim AFC Sunderland aktiver Trainer interessiert zeigte, kehrte Yorke im August 2006 nach England zurück. Die Ablösesumme betrug für den AFC Sunderland 250.000 Pfund.
In einer jungen Mannschaft, die in der zweitklassigen Football League Championship um den Premier-League-Aufstieg kämpfte, war Yorke ein stabilisierendes Element, unabhängig davon, ob er in vorderster Angriffslinie oder zur Spielgestaltung im Mittelfeld agierte. Wichtig war seine Leistung inklusive Tor gegen den Mitkonkurrenten West Bromwich Albion im März 2007, wodurch endgültig der Weg für den ersehnten Aufstieg und die Zweitligameisterschaft frei wurde. In den beiden letzten Profijahren bis zum Sommer 2009 war Yorke dann aber immer seltener zu sehen. Zunächst noch im Mittelfeld als Ballverteiler sporadisch eingesetzt, war er in der Saison 2008/09 in nur noch sieben Ligapartien dabei – zuletzt an Ostersonntag 2009 gegen Manchester United. Weitaus bedeutender waren seine Aufgaben zuletzt als Kotrainer von Ricky Sbragia, der im Dezember 2008 Keane beerbt hatte. Im Mai 2009 endete Yorkes Engagement in Sunderland.

### In der Nationalmannschaft
Yorke absolvierte 72 offizielle Länderspiele für die Fußballnationalmannschaft von Trinidad und Tobago und schoss dabei 19 Tore. Wie auch sein Mannschaftskamerad Russell Latapy war er zwischen 1989 und 2009 an nicht weniger als sechs Qualifikationsturnieren für Weltmeisterschaftsendrunden (von der WM 1990 in Italien bis zur WM 2010 in Südafrika) beteiligt. Dabei war er mit seinen Mannen bereits vor „Italia 90“ nur knapp aufgrund einer 0:1-Heimniederlage gegen die USA gescheitert.
Nach zwei weiteren missglückten Versuchen trat er im Jahr 2001 zwischenzeitlich nach Meinungsverschiedenheiten mit der sportlichen Leitung aus der Nationalelf zurück, feierte dann aber anlässlich der Qualifikationsspiele für die WM 2006 in Deutschland sein Comeback. Mit 2:1 Toren nach Hin- und Rückspiel im Play-off gegen Bahrain gelang die Qualifikation und Yorke führte die Elf in den drei Gruppenspielen als Kapitän an. Obwohl hier bereits Schluss für die „Soca Warriors“ war, zeigte der „Altstar“ gute Leistungen und im Nachgang der Partie gegen Schweden (0:0) wurde ihm die Auszeichnung zum „Man of the Match“ zugesprochen.
Im März 2007 verkündete er ein weiteres Mal seinen Rücktritt, um sich auf seine in Sunderland neu initiierte Vereinslaufbahn und auf den möglichen Aufstieg in die Premier League zu konzentrieren. Allerdings entschloss er sich bereits im Juli 2008 anlässlich der Qualifikation zur WM 2010 zu einem erneuten Comeback. Trotz einiger Achtungserfolge, wie dem 2:1-Sieg gegen die USA, scheiterte jedoch der Versuch der zweiten WM-Endrundenteilnahme in Serie. Besondere Aufmerksamkeit erlangte noch im Februar 2009 die Auswärtspartie gegen El Salvador, das mit einer roten Karte für Yorke nach massiven Schiedsrichterbeleidigungen endete und zwei Spiele Sperre nach sich zog. Sein 72. und letztes Länderspiel fand am 12. August 2009 erneut gegen El Salvador (1:0) statt; insgesamt waren ihm in mehr als 20 Jahren 19 Tore gelungen.
Yorke gilt als bester Fußballer, den Trinidad und Tobago hervorgebracht hat. Das Dwight Yorke Stadium in Bacolet, das anlässlich der U-17-Fußball-Weltmeisterschaft 2001 gebaut wurde, trägt seinen Namen.

## Erfolge

### Vereinstitel
- Englischer Ligapokalsieger: 1996
- Englischer Meister (3): 1998/99, 1999/00, 2000/01
- FA Cup-Sieger: 1999
- UEFA-Champions-League-Sieger: 1999
- Weltpokalsieger: 1999
- Australischer Meister: 2005/06

### Nationalmannschaft
- Karibikmeister: 1989
- WM-Teilnahme 2006

### Persönlich
- Premier League Player of the Season: 1998/99
- Premier-League-Torschützenkönig: 1998/99 (18 Tore)
- Torschützenkönig der UEFA Champions League: 1999 (8 Tore)
- PFA Team of the Year: 1998/99
- Premier League Player of the Month (3): Februar 1996, Januar 1999, März 2000
- Joe Marston Medal: 2006
- Hummingbird Medal

## Saisonstatistik
| Verein            | Liga            | Saison          | Liga   | Liga | FA Cup | FA Cup | Ligapokal | Ligapokal | Europapokal | Europapokal | Gesamt | Gesamt |
| Verein            | Liga            | Saison          | Spiele | Tore | Spiele | Tore   | Spiele    | Tore      | Spiele      | Tore        | Spiele | Tore   |
| ----------------- | --------------- | --------------- | ------ | ---- | ------ | ------ | --------- | --------- | ----------- | ----------- | ------ | ------ |
| Aston Villa       | First Division  | 1989/90         | 2      | 0    | -      | -      | -         | -         | -           | -           | 2      | 0      |
| Aston Villa       | First Division  | 1990/91         | 18     | 2    | 2      | 0      | 1         | 0         | -           | -           | 21     | 2      |
| Aston Villa       | First Division  | 1991/92         | 32     | 11   | 5      | 5      | 2         | 0         | -           | -           | 39     | 16     |
| Aston Villa       | Premier League  | 1992/93         | 27     | 6    | 4      | 1      | 4         | 0         | -           | -           | 35     | 7      |
| Aston Villa       | Premier League  | 1993/94         | 12     | 2    | 2      | 1      | -         | -         | -           | -           | 14     | 3      |
| Aston Villa       | Premier League  | 1994/95         | 37     | 6    | 2      | 1      | 4         | 1         | -           | -           | 43     | 8      |
| Aston Villa       | Premier League  | 1995/96         | 35     | 17   | 5      | 2      | 8         | 6         | -           | -           | 48     | 25     |
| Aston Villa       | Premier League  | 1996/97         | 37     | 17   | 2      | 2      | 2         | 1         | -           | -           | 41     | 20     |
| Aston Villa       | Premier League  | 1997/98         | 30     | 12   | 2      | 2      | 1         | 0         | 7           | 2           | 40     | 16     |
| Aston Villa       | Premier League  | 1998/99         | 1      | 0    | -      | -      | -         | -         | -           | -           | 1      | 0      |
| Gesamt            | Gesamt          | Gesamt          | 231    | 73   | 24     | 14     | 22        | 8         | 7           | 2           | 284    | 97     |
| Manchester United | Premier League  | 1998/99         | 32     | 18   | 8      | 3      | -         | -         | 11          | 8           | 51     | 29     |
| Manchester United | Premier League  | 1999/00         | 32     | 20   | -      | -      | -         | -         | 15          | 3           | 47     | 23     |
| Manchester United | Premier League  | 2000/01         | 22     | 8    | 2      | 0      | 2         | 2         | 11          | 1           | 37     | 11     |
| Manchester United | Premier League  | 2001/02         | 9      | 1    | 1      | 0      | 1         | 0         | 3           | 0           | 13     | 1      |
| Gesamt            | Gesamt          | Gesamt          | 95     | 47   | 11     | 3      | 3         | 2         | 40          | 12          | 149    | 64     |
| Blackburn Rovers  | Premier League  | 2002/03         | 33     | 8    | 3      | 3      | 4         | 2         | 3           | 0           | 43     | 13     |
| Blackburn Rovers  | Premier League  | 2003/04         | 23     | 4    | 1      | 0      | 1         | 2         | 2           | 0           | 27     | 6      |
| Blackburn Rovers  | Premier League  | 2004/05         | 4      | 0    | -      | -      | -         | -         | -           | -           | 4      | 0      |
| Gesamt            | Gesamt          | Gesamt          | 60     | 12   | 4      | 3      | 5         | 4         | 5           | 0           | 74     | 19     |
| Birmingham City   | Premier League  | 2004/05         | 13     | 2    | 1      | 0      | 2         | 0         | -           | -           | 15     | 2      |
| Gesamt            | Gesamt          | Gesamt          | 13     | 2    | 1      | 0      | 2         | 0         | -           | -           | 15     | 2      |
| Sydney FC         | A-League        | 2005/06         | 21     | 7    | -      | -      | -         | -         | -           | -           | 21     | 7      |
| Gesamt            | Gesamt          | Gesamt          | 21     | 7    | -      | -      | -         | -         | -           | -           | 21     | 7      |
| AFC Sunderland    | Championship    | 2006/07         | 32     | 5    | 1      | 0      | -         | -         | -           | -           | 33     | 5      |
| AFC Sunderland    | Premier League  | 2007/08         | 20     | 1    | -      | -      | -         | -         | -           | -           | 20     | 1      |
| AFC Sunderland    | Premier League  | 2008/09         | 7      | 0    | 1      | 0      | -         | -         | -           | -           | 8      | 0      |
| Gesamt            | Gesamt          | Gesamt          | 59     | 6    | 2      | 0      | -         | -         | -           | -           | 61     | 6      |
| Karriere Gesamt   | Karriere Gesamt | Karriere Gesamt | 479    | 147  | 42     | 20     | 32        | 14        | 52          | 14          | 605    | 195    |

## Privatleben
Yorke ist Vater zweier Söhne. Sein Sohn Harvey wurde 2002 geboren, die Mutter ist Katie Price. Sein zweiter Sohn Orlando wurde 2007 geboren.